# Vaigamus retrobarbatus
Vaigamus retrobarbatus is een eenoogkreeftjessoort uit de familie van de Ergasilidae. De wetenschappelijke naam van de soort is voor het eerst geldig gepubliceerd in 1984 door Thatcher & Robertson B.A..